# Rodney Parade
Rodney Parade est un complexe sportif, situé à Newport au pays de Galles. Il est utilisé à la fois pour le rugby à XV et le football. C'est le terrain à domicile du club de rugby à XV de Newport RFC, et du club de Newport Gwent Dragons. Il peut accueillir 11 676 spectateurs pour le rugby et 5 511 pour le football. Depuis 2012, c'est aussi l'enceinte du Newport County AFC qui joue en National League (D5 anglaise).

## Histoire
Tôt en janvier 2007 la direction des Newport Gwent Dragons annonce vouloir investir dans une nouvelle tribune de 1 400 places assises avec des bars, des restaurants et des services pour les supporters et les spectateurs. Cette tribune serait édifiée sur la partie appelée the Family Stand. Les Dragons continuent à jouer tous les matches à domicile à Rodney Parade, même si des hypothèses sont parfois avancées à propos d'un nouveau stade à Newport.